# Sara Giménez León
Sara Giménez León (Gerona, 1991) es una periodista, presentadora, productora e influencer española especializada en deporte. En abril de 2019 se convirtió en la primera mujer en narrar un partido de fútbol en la radio y la participación de la selección española en un Mundial de Fútbol, el Mundial de Francia 2019, junto a Danae Boronat. 

## Trayectoria profesional
Nacida en Gerona (España), estudió la carrera de periodismo y publicidad. Durante años compitió en gimnasia rítmica y en baloncesto. Dejó finalmente el deporte por motivos laborales.
Realizó prácticas en televisiones locales y en medios de comunicación deportivos, especializándose como periodista deportiva. Trabajó en Mediapro y Cadena Ser. 
Ha soportado el sexismo de sus compañeros de los medios de comunicación, superando dificultades, rompiendo el techo de cristal y facilitando que las futuras periodistas rechacen estereotipos teniendo referentes como ella.
En abril de 2019 se convirtió en la primera mujer del siglo en narrar en radio la retransmisión de un partido de Liga a nivel nacional en la temporada 2018/2019, el Girona FC - Espanyol. Fue la primera mujer en narrar los partidos de la selección española en un mundial -Copa Mundial Femenina de Fútbol 2019-, junto a Danae Boronat, que tuvieron un promedio de 800.000 personas espectadoras en la canal de televisión GOL.
Además de periodista deportiva, es presentadora en GOL TV productora y micrófono inalámbrico en Cadena SER deportes. En su canal de YouTube se centra en las mujeres y el deporte en #eldeporteenfemenino. Cuenta con un gran seguimiento en las redes sociales.

## Participación en medios
- Mediapro
- Cadena Ser
- GOL
- RAC 1
- Movistar